# Cappelle-Brouck
Cappelle-Brouck är en kommun i departementet Nord i regionen Hauts-de-France i norra Frankrike. Kommunen ligger i kantonen Bourbourg som tillhör arrondissementet Dunkerque. År 2022 hade Cappelle-Brouck 1 157 invånare.

## Befolkningsutveckling
Antalet invånare i kommunen Cappelle-Brouck
| Referens: INSEE |